# グレット
グレット (ドイツ語: Glött) は、ドイツ連邦共和国バイエルン州シュヴァーベン行政管区のディリンゲン・アン・デア・ドナウ郡に属す町村（以下、本項では便宜上「町」と記述する）である。グレット川が町内を流れている。

## 地理
この町は5つのゲマインデタイル（村落、集落、開墾地などの小地区）からなる。
- ブライトヴィースミューレ
- フェルトバッハミューレ
- グレット
- ホイドルフ
- ツィーゲルシュターデル

旧グレットヴァイラー村は、構造的にグレットともに発展した。
ゲマルクング（合併前の旧自治体にあたる地区）は、グレットのみである。

## 歴史
グレットの最も古い遺跡は青銅器時代にまで遡る。フィトゥス教会の壁で囲まれた奉納石は、かつてはローマ起源とされていたが、外国起源のものであると推定され、より古い遺物と考えられる。
この村は、Glette という表記で1150年に初めて記録されている。後の文書では、Gloettoo という表記も見られる。この村の名前は、村を流れる同名の川が由来である。この言葉はゲルマン語起源で、"die Glatte"（滑らかなこと）や "die Glänzende"（光沢があるもの）といった意味である。
現在のグレットヴァイラー地区の最も古い記述は1423年のものである。ホイドルフ地区は1400年に初めて記録されている。1303年には後にフェルトバッハミューレとなる小集落が登場し、1356年にブライトヴィースミューレが記されている。
グレット村は初めは下級貴族の所領であった。14世紀にブルガウの領主が領主権を獲得した。その後は紆余曲折を経て、ギュス・フォン・ギュッセンブルク家が1537年にアントン・フッガーに城と領主権を売却した。ヨハン・エルンスト・フッガー（1590年-1639年）の下でフッガー＝グレット家が創設された。
フッガー家の統治は、グレットの町の歴史的発展にとって決定的に重要であった。時にはデュルラウインゲン、ヴィンターバッハ、ヴィントハウゼン、ハーフェンホーフェン、バウムガルテンといった集落もその支配下に入った。オーバーアムト・グレットは、領邦裁判所（当時は司法と行政が分離されておらず、行政機関でもあった）の支所であった。このオーバーアムトは1848年に完全に廃止された。1786年と1818年にグレットは「Markt」（市場町）として記録されている。これは当時この地域で経済的に主導的地位にあったことを示している。1806年のライン同盟規約に伴って、フッガー＝グレット家が自主的に譲渡したことで、この町はバイエルン王国領となった。バイエルンの行政改革に伴う1818年の自治体令によって、現在の自治体が形成された。
かつての城館は、1869年に老人介護施設に改築された。これは現在、レーゲンス＝ヴァーグナー財団の所有となっている。

## 住民

### 人口推移
| 年         | 1970 | 1987 | 1991 | 1995 | 2000 | 2005 | 2010 | 2015 | 2020 |
| ---------- | ---- | ---- | ---- | ---- | ---- | ---- | ---- | ---- | ---- |
| 人口（人） | 0956 | 1099 | 1173 | 1144 | 1130 | 1125 | 1098 | 1101 | 1118 |

1988年から2018年までの間にこの町の人口は、1129人から1105人と、24人、約 2.1 % 減少した。

## 行政
この町はホルツハイム行政共同体に加盟している。

### 議会
グレットの町議会は、12人の議員と第1町長で構成されている。

### 首長
1990年5月からフリードリヒ・ケスマイヤー (CDU/Christliche Wählervereinigung) が第1町長を務めている。彼は2020年3月15日の選挙で 83.5 % の支持票を獲得して、さらに6年の任期を獲得した。

### 紋章
図柄: 青地に、3つの赤いV字図形（逆シェブロン）が描かれた金色の縦帯。両側にそれぞれ1つの金の紋章化されたユリ。
解説: 1537年にアントン・フッガーがグレットの城館と集落を獲得した。ヨハン・エルンスト・フッガー（1590年-1639年）の下でフッガー＝グレット家が創設された。その紋章には、フッガーのユリに加えて3つの赤いV字図形を含んだ金の縦帯も含まれていた。紋章の意匠はボルヴァイラー家の紋章から採られた。この領主家は1655年に遺産相続によってフッガー家に移った。グレットはオーバーアムトあるいは守護アムトの所在地となった。この集落はフッガー家の下で1786年と1818年に市場開催権を有していたことが確認されている。
この紋章は1966年に認可された。

## 経済と社会資本

### 経済
公式統計によれば、2022年現在、この町で働く社旗保険支払い義務のある労働者は、313人である。産業分野別の内訳は不明である。この町に住む社会保険支払い義務のある労働者は405人である。また、2020年現在17軒の農家があり、農業用地の総面積は 879 ha で、このうち 705 ha が農耕地、174 ha が牧草地などの緑地であった。

### 教育
2023年現在、グレットには児童教育施設が2園あり、定員63人に対して54人の児童が在籍している。
グレットはアイスリンゲン、ホルツハイムとともに「アム・アッシュベルク」学校連合を形成している。この学校連合は、ホルルハイムのヴァイジンゲン地区にある基礎課程・中等学校「アム・アッシュベルク」（アッシュベルクシューレとも呼ばれる）を運営している。

### 再生可能エネルギー
2007念8月、ディリンゲン・アン・デア・ドナウ郡で最初の風力発電機がグレットに設置された。支柱の高さ 73 m、風車の直径 53 m の エネルコン E-53型風力発電機で、出力は 800&nsbp;kW である。

### 交通
最寄りの駅は、インゴルシュタット - ノイオフィンゲン線のディリンゲン (ドナウ)駅とラウインゲン駅である。